# Egnasia macularia
Egnasia macularia là một loài bướm đêm trong họ Noctuidae.